# Лесковец (Перникская область)
Лесковец (болг. Лесковец) — село в Болгарии. Находится в Перникской области, входит в общину Перник. Население составляет 82 человека.

## Политическая ситуация
Кмет (мэр) общины Перник — Росица Йорданова Янакиева-Костадинова (коалиция в составе 2 партий: Болгарская социал-демократия (БСД), Болгарская социалистическая партия (БСП)) по результатам выборов в правление общины.